# Sturmpanzer 38(t)
De Sturmpanzer 38(t), ook bekend als Grille, is een Duitse serie van zelfaangedreven artillerievoertuigen gedurende de Tweede Wereldoorlog. De serie was gebaseerd op de Tsjechische Panzer 38(t), afgekort Pz 38 (t), met een 15 cm sIG 33 kanon. sIG is de afkorting voor "schweres InfanterieGeschütz".

## Ontwikkeling
Het zware geschut was bedoeld voor de infanterie, maar met zijn 1750 kg was het te zwaar om flexibel ingezet te worden. Daarom zocht men al snel naar voertuigen waarop dit geschut zou kunnen worden gebouwd. De eerste poging was met de Pz Ib maar die bleek te licht en onstabiel waardoor de zwaardere Pz 38(t) in beeld kwam.
Met de ontwikkeling werd eind 1942 gestart en de productie begon in februari 1943. De eerste serie van 200 voertuigen was oorspronkelijk gebaseerd op de 38(t) Ausf M, maar wegens vertragingen greep men terug op de 38(t) Ausf H. De specifieke opbouw voor de Grille was ontworpen door de Böhmisch-Mährische Maschinenfabrik (BMM). De eerste serie had de motor achterin en het geschut in het midden. Bij de tweede versie werd dit omgekeerd, resulterend in een betere stabiliteit. In sommige gevallen haalde men verouderde 38(t) tanks terug om ze om te bouwen tot dit artillerievoertuig. De productie werd in september 1944 gestaakt, maar in 1945 voor korte tijd hervat, resulterend in een totaal van 179 stuks van de tweede versie.
Beide versies hadden slechts 18 stuks munitie bij zich. Men ontwierp een munitievoertuig op basis van het Ausf M-chassis om een voldoende aanvoer van granaten te bewerkstelligen. Die konden in gevechtsversies snel worden omgebouwd. Onder het kanon zat een geveerd kanonschild dat dichtklapte als het kanon op de maximale elevatie stond. Het gesloten schild bood de bemanning extra bescherming. Het voertuig was aan de bovenzijde open en alleen aan de zijkanten bood een licht pantser enige veiligheid.

## Gevechten
Beide uitvoeringen werden gebruikt in de Schwere Infanteriegeschützcompagnieën, in de Panzergrenadierregimenten of in Panzerdivisies en Panzergrenadierdivisies. De Grille diende meestal in het onderdeel voor het zware infanteriegeschut en ieder onderdeel kon in theorie over zes exemplaren beschikken. Ze leverden directe en indirecte vuursteun over korte afstanden. Hierdoor waren ze wel zeer kwetsbaar voor vijandelijk vuur. De latere Sturmpanzer IV had een veel sterkere bepantsering.

## Naslagwerk
- (en)  Trewhitt Philip, 1999, Armoured Fighting Vehicles, p 104